# Нижнее Абсалямово
Нижнее Абсалямово  (баш. Түбәнге Әбсәләм) — деревня в Дуванском районе Республики Башкортостан Российской Федерации. Входит в состав Ариевского сельсовета. В 1795 г. состояла из 13 дворов, где учтены по 51 мужчины и женщины. В 1816 г. было 34 двора и 197 человек, в 1834 г. — 56 дворов и 299 человек, в 1859 г. — 54 двора и 390 человек, в 1870 г. — 73 двора и 432 человека.
Протекает река Аньяк (Анзяк).
Звали первопоселенца Абдусалямом Абуталиповым (1756 года рождения; его сыновья: Фаткулла (его сыновья: Хабибулла, Гайнулла, Валиулла), Мухамадияр, Зайнулла, Абдулхаким, Хуснулла). Основатель деревни Ахметово  был жителем д. Абсалямово. Его сын Зулькарнай Ахметов жил в 1750—1826 гг. Его сына звали Исаем, 1776 года рождения. Его сын Саитбурхан, с 1799 г.
С начала XX века известны Верхнее и Нижнее Абсалямово. Обе на реке Анзяк, в 8 вёрстах от Дуван-Мечетлино.

## География

### Географическое положение
Расстояние до:
- районного центра (Месягутово): 9 км,
- центра сельсовета (Ариево): 2 км,
- ближайшей ж/д станции (Сулея): 85 км.

## Население
| 2002 | 2010 |
| ---- | ---- |
| 3    | ↗13  |

## Известные уроженцы
- Юсупов, Тимербай Юсупович (1938—2016) — советский и российский башкирский поэт, народный поэт Башкортостана, заслуженный работник культуры Российской Федерации, отец кинорежиссера Булата Юсупова.